# Palapye
Palapye è un villaggio del Botswana situato nel distretto Centrale, sottodistretto di Serowe Palapye. Il villaggio, secondo il censimento del 2011, conta 37.256 abitanti ed è situato a metà strada tra le città di Gaborone (a 240 km) e Francistown (a 170 km).

## Località
Nel territorio del villaggio sono presenti le seguenti 37 località:
- BDA Farm,
- Bonwakatlhako di 48 abitanti,
- Dibokwe di 86 abitanti,
- Dikabeane di 66 abitanti,
- Dikabeya di 239 abitanti,
- Dikabeya Farm di 3 abitanti,
- Dikabeya Roads Camp,
- Dinoge di 25 abitanti,
- Gware di 11 abitanti,
- Lemone di 112 abitanti,
- Leupane,
- Leupane Farm,
- Maduteleng di 6 abitanti,
- Makoro Brick Tile di 39 abitanti,
- Makoro Foot & Mouth Camp di 20 abitanti,
- Makoro quarantine Camp di 22 abitanti,
- Makoro Siding di 428 abitanti,
- Mankgatau,
- Mmakgabo,
- Mmualefe,
- Modibedi di 83 abitanti,
- Modireng di 38 abitanti,
- Mogorosane di 28 abitanti,
- Mohibitswane di 54 abitanti,
- Molaka/Leboana di 286 abitanti,
- Molapo-wa-Dipitse di 23 abitanti,
- Morupule Lands di 69 abitanti,
- Morupule Mine di 69 abitanti,
- Morupule Power Station di 1.669 abitanti,
- Morupule Roads Camp,
- Mpudula di 27 abitanti,
- Patikwane di 76 abitanti,
- Phuduhudu di 136 abitanti,
- Power,
- Ramoherwana Vet Camp di 2 abitanti,
- Sesokwe di 10 abitanti,
- Setatse 1 di 171 abitanti